# Gramática da Academia Sueca
A Gramática da Academia Sueca – em sueco Svenska Akademiens grammatik, abreviadamente SAG – é uma gramática descritiva da língua sueca editada pela Academia Sueca.

A sua primeira edição surgiu em 1999, tendo como autores Ulf Teleman, Staffan Hellberg e Erik Andersson, e ainda a colaboração de Lisa Christensen, Helena Hansson, Lena Lötmarker e Bo-A. Wendt.

É a gramática mais completa do idioma sueco, sendo composta por 4 volumes: 
- 1. Introdução e registro [3]
- 2. Palavras [4]
- 3. Frases [5]
- 4. Orações e períodos [6]

A Academia Sueca publica igualmente um gramática mais simples e resumida, com recomendações sobre a norma cuidada da língua – a Gramática Breve da Academia Sueca (Svenska Akademiens språklära; SAS). 